# 稲村ダム
稲村ダム（いなむらダム）は、高知県土佐郡土佐町、一級河川・吉野川水系瀬戸川に建設されたダム。高さ88メートルのロックフィルダムで、四国電力の発電用ダムである。同社の揚水式水力発電所・本川（ほんがわ）発電所の上池を形成。下池・大橋ダムとの間で水を往来させ、最大61万5,000キロワットの電力を発生する。

## 歴史
河川流量が豊富な吉野川水系では、急流な上流部において古くから多くの水力発電所が建設されてきた。戦後、これら水力発電設備を含め四国の電気事業を継承した四国電力は、吉野川水系に大森川発電所・穴内川発電所、那賀川水系に蔭平発電所と次々に揚水発電所を完成させた。その後の四国地方における経済発展は電力需要の増加をもたらし、四国電力は火力発電所や原子力発電所と連携できる揚水発電所の建設を吉野川水系に計画した。
揚水発電を行うためには上池と下池という、標高差のある貯水池が2か所必要となる。四国電力は下池として1939年（昭和14年）に完成した大橋ダムを流用することとし、この大橋ダムから山間部を東側に越えたところの瀬戸川上流部に新しく稲村ダムを築き、これによって形成される貯水容量およそ500万立方メートルの稲村調整池を上池として利用することにした。建設工事は1978年（昭和53年）より着手。高落差対応ポンプ水車や入出力30万キロワット級の大容量発電電動機、加えてサイリスタ始動装置など最新技術を導入し、認可出力を61万5,000キロワットに設定。これは四国に3か所あった既設揚水発電所総合出力の10倍にも及ぶ。1982年（昭和57年）にまず1号機が、1984年（昭和59年）には残る2号機が運転を開始。四国最大の水力発電所が完成した。

## 周辺
稲村ダムは四国山地に属する稲叢（いなむら）山（標高1,506.2メートル）の南側のふもとに建設された。古くは「稲村山」と表記し、イネに似た草が茂っていることから「稲叢山」と表記されるようになったのだという。稲叢山を水源とする瀬戸川は、稲村ダム下流で瀬戸川渓谷を形成し、さめうら湖（早明浦ダム）にて吉野川へと合流している。稲村ダムの湖面標高は大橋ダムのそれより500メートルも高い1,123メートルということもあって春の訪れも遅く、周辺に植えられた桜は毎年4月中旬から下旬に見ごろを迎える。
本川発電所の建設にあたっては周辺の豊かな自然環境に配慮し、水車発電機や変圧器など主要な電力機器は山中の地下に設けられた。地すべりの発生しやすい、脆弱（ぜいじゃく）な地質条件下であったものの、緻密な解析により施工上の問題点を克服している。発電所からは稲村ダムおよび大橋ダムまで導水路トンネルが伸びており、その総延長は約4.4キロメートル。四国電力は広報施設としていの町脇ノ山にエネルギープラザ本川を設置し、本川発電所や大橋ダムの見学を受け付けている。

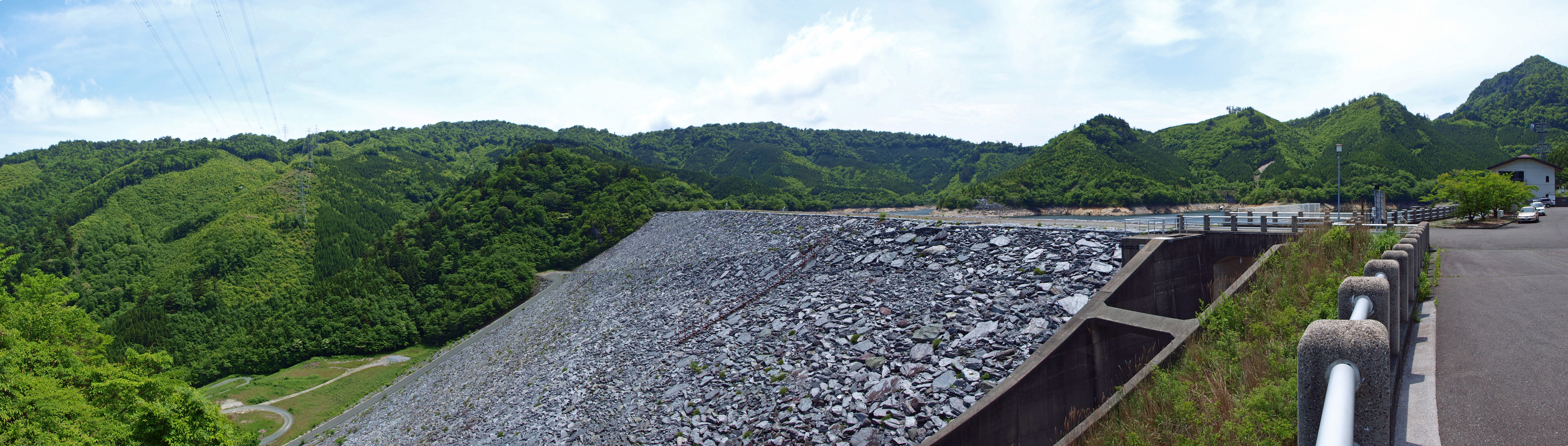
ダム左岸より(パノラマ合成)。右の一番高い峰が稲叢山。